# Suluflugsnappare
Suluflugsnappare (Cyornis ocularis) är en fågelart i familjen flugsnappare inom ordningen tättingar. Den förekommer enbart i Suluöarna tillhörande Filippinerna.

## Utseende
Suluflugsnapparen är liksom nära släktingarna roststjärtad flugsnappare och crockerflugsnappare är en medelstor flugsnappare med en lång och slank näbb. Fjäderdräkten är färglös, men utmärker sig genom varmt roströd stjärt, vit strupe och diffus anstrykning på bröstet. Arten är mycket lik  ruficauda, som den nyligen urskiljts från som egen art, men har rätt tydligt roströd ring kring ögat, ljusbrun övre näbbhalva och ljusare eller ljusbrun undre (helsvart näbb hos ruficauda) samt skäraktiga ben, ej grå.

## Utbredning och systematik
Arten förekommer i Suluöarna tillhörande Filippinerna. Den behandlas som monotypisk, det vill säga att den inte delas in i några underarter.

### Artstatus
Fågeln behandlas traditionellt som en del av roststjärtad flugsnappare (C. ruficauda), men urskiljs sedan 2021 som egen art av tongivande International Ornithological Congress (IOC), baserat på studier som visar på tydliga skillnader i läten och utseende.

### Släktestillhörighet
Tidigare placerades crockerflugsnappare med släktingar i släktet Rhinomyias men genetiska studier visar att den tillsammans med flera andra i samma släkte istället är del av Cyornis.

## Status
IUCN erkänner den ännu inte som art, varför dess hotstatus formellt inte fastställts.